# Perșe Travnea, Brovarî
Perșe Travnea (în ucraineană Перше Травня) este un sat în comuna Rusaniv din raionul Brovarî, regiunea Kiev, Ucraina.

## Demografie
Componența lingvistică a localității Perșe Travnea
     Ucraineană (100%)
Conform recensământului din 2001, toată populația localității Perșe Travnea era vorbitoare de ucraineană (100%).